# Bismanol
Le bismanol est un alliage magnétique de bismuth et de manganèse (bismuthure de manganèse) développé par l’US Naval Ordnance Laboratory.

## Histoire
Le bismanol, un aimant permanent en bismuthure de manganèse fabriqué par métallurgie des poudres, a été développé par l’US Naval Ordnance Laboratory au début des années 1950 – au moment de l’invention, c’était l’un des aimants permanents à champ coercitif le plus élevé disponible, à 3000 œrsteds. Le champ coercitif a atteint 3650 oersteds et la densité de flux magnétique 4800 gauss au milieu des années 1950. Le matériau était généralement solide et stable aux chocs et aux vibrations, mais avait tendance à s’écailler. Une corrosion lente du matériau se produisait dans des conditions normales.
Le matériau a été utilisé pour fabriquer des aimants permanents destinés à être utilisés dans de petits moteurs électriques.
Les aimants en bismanol ont été remplacés par des aimants au néodyme qui sont à la fois moins chers et supérieurs à d’autres égards, par des aimants au samarium-cobalt dans des applications plus critiques et par des aimants AlNiCo.